# Vincenzo Figuccio
Vincenzo Figuccio (Milano, 3 febbraio 1978) è un karateka e militare italiano ed è campione del mondo di karate a squadre, titolo conquistato a Monterrey nel 2004 con i compagni di squadra Luca Valdesi e Lucio Maurino e confermato a Tampere nel 2006.

## Biografia
Nato a Milano è cresciuto a Cologno Monzese, dove ha incominciato la pratica del karate a soli 5 anni, come gioco, poi diventata la sua  professione.
È cintura nera 6º Dan e insegna il karate nella palestra Fijkam di Monza.
Appartiene al Centro Sportivo Carabinieri con il grado di appuntato scelto, e attualmente Laureato in Scienze motorie, sport e salute alla Università Statale di Milano, specializzato in psicologia dello sport.

## Palmarès
- 3 mondiali a squadre di Kata (2004 2006 e 2010)
- 9 europei a squadre Kata (2002, 2003, 2004, 2007, 2008, 2009, 2010, 2011 e 2012)
- Vicecampione del mondo ai Campionati Universitari a New York nel 2006
- Vincitore Coppa del Mondo Manila 1997 - Kata Squadre
- Vincitore Campionati Mondiali Militari Calgary 1997 - Kata Individuale
- Vincitore Campionati Mondiali Juniores Johannesburg 1996 - Kata individuale
- Vicecampione del mondo Rio de Janeiro 1998 - Kata Squadre
- 9 volte vicecampione europeo Kata Squadre (1994, 1996, 1998, 2001, 2005, 2006, 2008, 2010 e 2012)
- 10 volte campione italiano Kata e Kumite individuale